# Ctenosaura alfredschmidti
Ctenosaura alfredschmidti là một loài thằn lằn trong họ Iguanidae. Loài này được Köhler miêu tả khoa học đầu tiên năm 1995.